# کیت آستن
کیت آستن (به انگلیسی: Kate Austen) نام یکی از شخصیت‌های داستانی مجموعه تلویزیونی لاست محصول شبکه ای بی سی آمریکا است. نقش این شخصیت را اوانجلین لیلی بازی کرده‌است.
کیت شخصیت جالبی در سریال لاست دارد، او در عین زیبایی ظاهری دارای شخصیت پیچیده‌ای است. او که سابقاً عضو گروه سرقت از بانک بوده دارای ویژگی‌های شخصیتی مردانه در عین ظرافت‌های زنانه می‌باشد. او گرچه معمولاً خونسرد به نظر می‌رسد، ولی هرگز دارای شخصیت شرور و خبیثی نیست.
کیت در تمام ۶ فصل سریال لاست حضور دارد، و از شخصیت‌های کلیدی و محوری سریال به حساب می‌آید.

## زندگی

### قبل از سقوط
او عضو گروه سرقت از بانک است. مادر پدر او در کودکی وی طلاق گرفتند و مادر او دوباره ازدواج کرد. اما ناپدری کیت آدمی الکلی بود و باعث آزار کیت و مادرش بود. در نتیجه کیت ناپدری‌اش را در یک انفجار گاز به قتل می‌رساند و به همین علت تحت تعقیب است. اما او دستگیر می‌شود.

### بعد از سقوط
پس از ترک جزیره با شهادت جک، و تصمیم مادرش برای عدم افشای جنایت او تبرئه می‌شود. در ضمن سرپرستی آرون را به عهده می‌گیرد و او را بزرگ می‌کند. زیرا کلیر مادر آرون توسط دود سیاه ناپدید شده بود. او به جزیره بازمی‌گردد تا کلیر را پیدا کند و به آرون برگرداند. او سرانجام موفق به پیدا کردن کلیر می‌شود و با هواپیما فرانک لاپیدوس با کلیر جزیره را ترک می‌کند.

### زندگی دیگر
او همچنان تحت تعقیب است. جیمز او را دستگیر می‌کند اما او به کمک دزموند و هارلی فرار می‌کند.